# Noli me tangere (Titien)
Pour les articles homonymes, voir Noli me tangere (homonymie).
Noli me tangere est un tableau du peintre italien Titien réalisé vers 1514. Cette huile sur toile représente Jésus une houe à la main alors qu'il se distancie de Marie Madeleine, qui s'approche, prostrée à ses pieds. Elle illustre l'épisode biblique au cours duquel le Christ ressuscité prononce son fameux « Noli me tangere », par lequel il intime à sa disciple qui ne l'a pas reconnu immédiatement, de ne pas le toucher. Elle est conservée à la National Gallery, à Londres, au Royaume-Uni.